# جيم بول (لاعب كرة قاعدة أمريكي)
جيم بول (بالإنجليزية: Jim Poole)‏ هو لاعب كرة قاعدة أمريكي، ولد في 12 مايو 1895 في تايلورزفيل في الولايات المتحدة، وتوفي في 2 يناير 1975 في هيكري في الولايات المتحدة.

## وصلات خارجية
- جيم بول (لاعب كرة قاعدة أمريكي) على موقعبيزبول رفرنس.كوم (الدوري الرئيسي) (الإنجليزية)
- جيم بول (لاعب كرة قاعدة أمريكي) على موقعبيزبول رفرنس.كوم (الدوري الثانوي) (الإنجليزية)